# نریمان فروردین

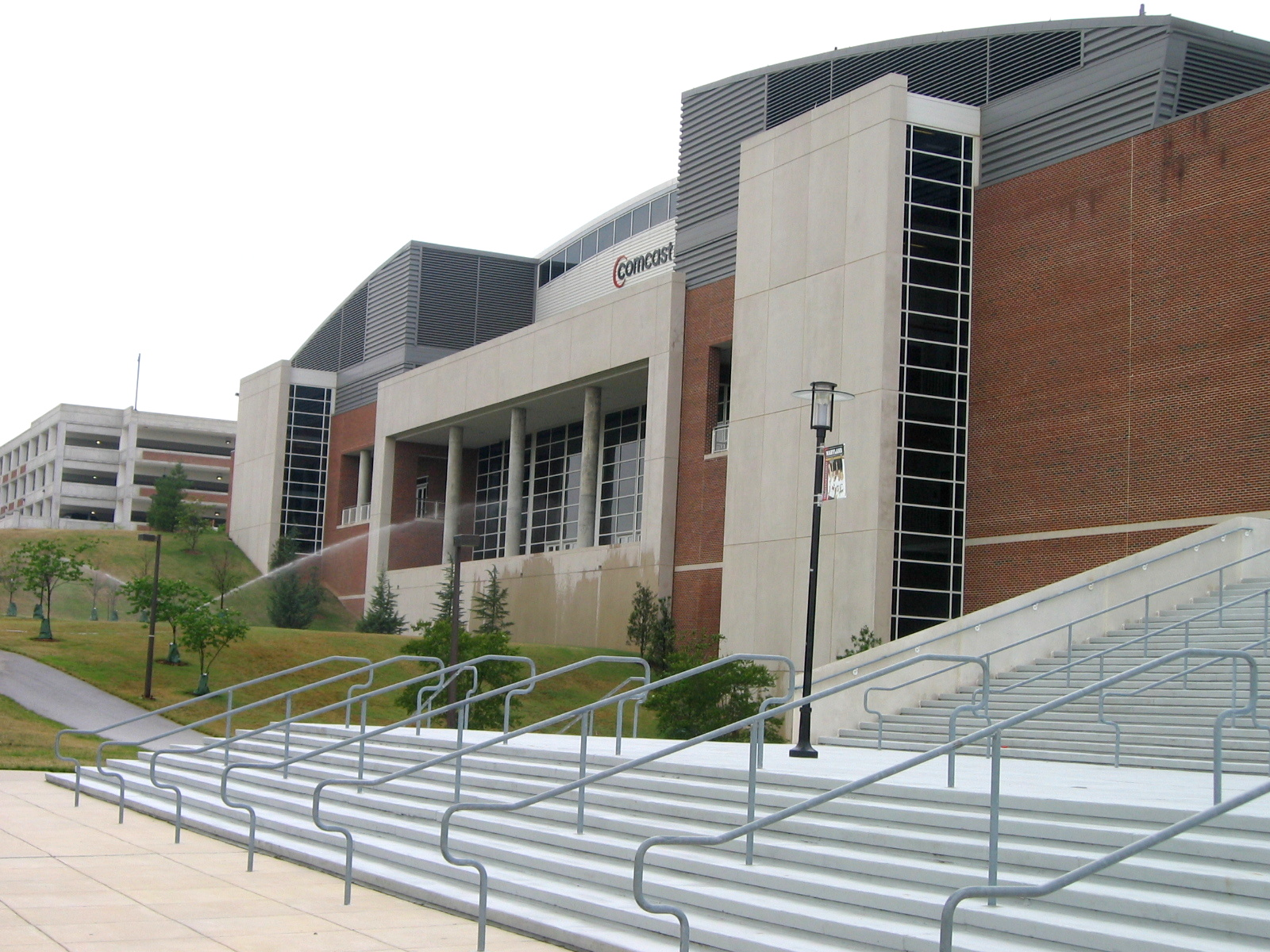
دانشگاه مریلند

نریمان فروردین متولد تهران، ایران، رئیس مؤسسه فناوری استیونز و معاون سابق دانشگاه مریلند در کالج پارک و می‌باشد.
او قبل از این سمت سال‌ها در پست ریاست دانشکده مهندسی دانشگاه خدمت کرد. در مدت ریاست او، بودجه تحقیقاتی غیر دولتی دانشگاه از ۷۰ میلیون به ۱۱۰ میلیون دلار افزایش یافت.
او دانش‌آموختهٔ مهندسی برق مؤسسه پلی‌تکنیک رنسلیر است، و در واشنگتن دی سی بنیان‌گذار شرکت Zagros Networks بود.

## جوایز و افتخارات
- National Science Foundation Presidential Young Investigator Award
- George Corcoran Award for Outstanding Contributions to Electrical Engineering Education
- Invention of the Year Award (Information Sciences), from the University of Maryland
- Selected by The Washington Post as one of the «Five to Watch in 2003.»